# LSAT (пулемёт)
LSAT (аббр. от англ. Lightweight Small Arms Technologies — «технологии облегчённого стрелкового оружия») — перспективный американский ручной пулемёт, разрабатываемый в рамках одноименной программы разработки пехотных вооружений для перевооружения Армии США, а в перспективе и других видов вооружённых сил, родов войск и служб. Опытно-конструкторские работы по созданию пулемёта были начаты в 2004 году. Испытания и доводка выполняется специалистами Пикатиннского арсенала. Общее руководство программой работ осуществляется Научно-техническим инженерным центром Армии США.

## История
Разработка перспективного пулемёта в лёгком и среднем вариантах реализации (лёгкий — до 5,170 кг без патронов и 10,705 кг с полным БК на 600 патронов, средний — до 8,165 и 18,870 кг соответственно) стартовала на конкурсной основе, в ней приняли участие две индустриальные команды компаний военной промышленности, каждая со своим проектом на основе требований, предъявленных армейским командованием:
- AAI Corporation (системная интеграция); Ares, Inc. (оружие); Omega Training Group, Inc. (НИР); St. Marks Powder (боеприпасы); Баттельский мемориальный институт (НИОКР).
- General Dynamics Armament and Technical Products (системная интеграция); GD Ordnance and Tactical Systems (боеприпасы); Knight’s Armament Co. (оружие)

В разработке различных узлов и механизмов участвовали американские компании ATK, Frontier, Knox, Veritay и FNMI (филиал бельгийской компании Fabrique Nationale).
В разработке безгильзовых боеприпасов принимали участие немецкие компании Heckler & Koch и Dynamit Nobel.
|              |                |
| прототип AAI | прототип GDATP |

В финал по итогу вышла первая команда с AAI во главе.

## Описание
Автоматика пулемёта реализует принцип отвода пороховых газов на газовый поршень с выталкиванием стрелянной гильзы подаваемым в патронник из магазина дежурным патроном (в варианте под конвенциональные боеприпасы) или с полным выгоранием патрона во время выстрела (в варианте под безгильзовые боеприпасы). Пулемёт имеет свободный затвор.

## Задействованные структуры
В разработке пулемёта задействованы следующие коммерческие структуры:
Генеральный подрядчик
- Textron Corp., Textron Systems, AAI Div.[англ.], Кокисвилл, Мэриленд.

Ассоциированные подрядчики
- Ares, Inc.[англ.], Порт-Клинтон, Огайо;
- ATK Launch Systems, Inc., Солт-Лейк-Сити, Юта;
- General Dynamics Corp., St. Marks Powder, Inc., Сент-Маркс, Флорида;
- Omega Training Group, Inc.[англ.], Колумбус, Джорджия;
- MSC Software Corp.[англ.], Ньюпорт-Бич, Калифорния;
- Phoenix Technologies, Inc.[англ.], Бернаби, Британская Колумбия;
- Veritay Technology, Inc., Ист-Амхерст, Нью-Йорк;
- Баттельский мемориальный институт, Колумбус, Огайо.

Помимо перечисленных выше подрядчиков, вакантной остаётся позиция потенциального изготовителя серийной модели(й) пулемёта. При том, что наиболее вероятным организатором будущего производства является текущий генеральный подрядчик НИОКР — группа оборонных производств корпорации Textron, сторона-заказчик оставляет за собой право определения альтернативных источников закупок LSAT в промышленных количествах.

## Тактико-техническое задание
Ввиду того, что стандартный пулемёт является самым тяжёлым элементом индивидуального военного снаряжения пулемётчика (на втором месте идёт носимый боекомплект к нему, а за ним следуют средства индивидуальной бронезащиты, средства связи и носимый запас воды), перед разработчиками пулемёта было поставлено тактико-техническое задание, включающее в себя следующие основные требования:
- Снижение веса оружия на 35 % по сравнению с текущим ручным пулемётом, состоящим на вооружении (M249);
- Снижение веса боеприпаса на 40 % по сравнению с текущими применяемыми боеприпасами (M855);
- Снижение веса носимого боекомплекта за счёт снижения веса применяемых боеприпасов, конфигурации и материалов элементов системы боепитания и средств сцепки гибкой пулемётной ленты;
- Упрощение программы подготовки пулемётчика и процесса эксплуатации и технического обслуживания оружия;
- Сохранение или увеличение боевой эффективности оружия;
- Сохранение или снижение стоимости оружия, боеприпасов и технического обслуживания.

Основной набор подходов к решению поставленной задачи:
- Создание принципиально нового, вместо модернизации существующего («Clean Slate»-подход к проектированию);
- Спиральная модель построения прогрессивной программы работ;
- Упор на развитие технологий в общем, а не «железа», то есть данного конкретного образца вооружения;
- Достижение удвоенного показателя снижения веса опытных прототипов оружия (50 %) вместо исходно требуемого показателя;
- Наработка на отказ;
- Всестороннее моделирование и предельно близкая к реальным условиям боевой обстановки симуляция различных рабочих сред и тактических ситуаций;
- Экспериментирование с конвенциональными и безгильзовыми боеприпасами.

## Тактико-технические характеристики
Основные сведения
- Принцип работы автоматики — отвод пороховых газов
- Калибр, мм — 5,56
- Ёмкость магазина, патр. — 100 (гильзовых боеприпасов); 150 (безгильзовых)

Массо-габаритные характеристики
- Тело пулемёта, кг — 4,45 (с гильзовым боекомплектом); 4,5 (с безгильзовым боекомплектом)
- Длина оружия, мм — 917 (со сложенным прикладом)
- Длина ствола, мм — 418 (стандартный); 320 (укороченный)

Стрелковые характеристики
- Практическая скорострельность, выстр./мин — 650
- Начальная скорость пули, м/сек — 920
- Эффективная дальность стрельбы, м — 1000